# Phorbia nitidula
Phorbia nitidula är en tvåvingeart som först beskrevs av Daniel William Coquillett 1903.  Phorbia nitidula ingår i släktet Phorbia och familjen blomsterflugor. Inga underarter finns listade i Catalogue of Life.